# Weston Creek

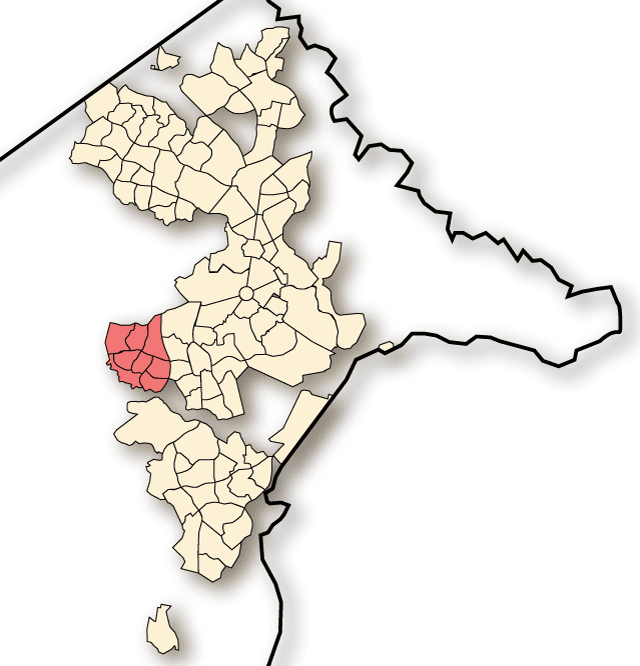
Lage von Weston Creek

Weston Creek ist ein Stadtbezirk von Canberra, der Hauptstadt Australiens. Er ist 104,3 km² groß und umfasst acht Stadtteile mit insgesamt 22.889 Einwohnern (2003). Sämtliche Stadtteile entstanden zwischen 1968 und 1971. Im Westen lag einst der Stromlo Forest, ein Kiefernwald. Dieser wurde jedoch 2003 durch ausgedehnte Buschbrände zerstört.

## Weblinks

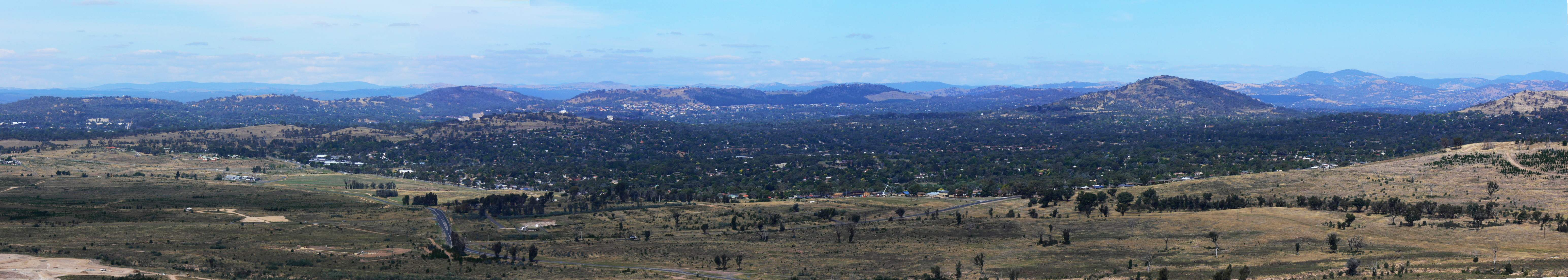
Weston Creek, vom Mount Stromlo aus gesehen

## Stadtteile
- Chapman
- Duffy
- Fisher
- Holder
- Rivett
- Stirling
- Waramanga
- Weston